# Organizirani kriminal
Organizirani kriminal je vrsta nezakonita poslovna djelovanja u kojem postoji organizacijska struktura slična korporaciji ili udruženju. Osnovni cilj organiziranoga kriminala jest stjecanje materijalne koristi ili dohotka. Primjeri kriminalnih organizacija su talijanska mafija, japanske Jakuze, pirati, itd.  Dohotak se stječe prodajom droge, prostitucijom,  krijumčarenjem oružja, i ostalih zabranjenih radnji, švercom, piratstvom u glazbi i filmovima, pornografijom, trgovanjem s državama pod embargom. Organizirani kriminal uspješan je u iskorištavanju tržišta i potražnje koja postoji u nekoj državi i koja se ne mogu zadovoljiti zbog strogih zakona i propisa koji su trenutno na snazi. Organizirani kriminal zanima se za ona tržišta u kojima dobit od njihovih djelatnosti uvelike nadmašuje ulaganja. Radi zaštite tržišta i poslovanja kriminalne organizacije pribjegavaju nezakonitim postupcima: krađi, otmicama, lišavanjem života, ucjenama, mitom i inima.